# لي يون
لي يون (بالكورية: 이연)‏ هي ممثلة كورية جنوبية. ولدت يوم 27 فبراير 1995 في سول في كوريا الجنوبية.

## روابط خارجية
- لي يون على موقع IMDb (الإنجليزية)
- لي يون على موقع قاعدة بيانات الفيلم (الإنجليزية)